# Papendorf (Warnow)
Papendorf is een gemeente in de Duitse deelstaat Mecklenburg-Voor-Pommeren, en maakt deel uit van het Landkreis Rostock.
Papendorf telt 2.535 inwoners.
Admannshagen-Bargeshagen ·
Alt Bukow ·
Alt Sührkow ·
Altkalen ·
Am Salzhaff ·
Bad Doberan ·
Bartenshagen-Parkentin ·
Bastorf ·
Baumgarten ·
Behren-Lübchin ·
Benitz ·
Bentwisch ·
Bernitt ·
Biendorf ·
Blankenhagen ·
Boddin ·
Broderstorf ·
Bröbberow ·
Börgerende-Rethwisch ·
Bützow ·
Cammin ·
Carinerland ·
Dahmen ·
Dalkendorf ·
Diekhof ·
Dobbin-Linstow ·
Dolgen am See ·
Dreetz ·
Dummerstorf ·
Elmenhorst/Lichtenhagen ·
Finkenthal ·
Gelbensande ·
Glasewitz ·
Gnewitz ·
Gnoien ·
Graal-Müritz ·
Grammow ·
Groß Roge ·
Groß Schwiesow ·
Groß Wokern ·
Groß Wüstenfelde ·
Gutow ·
Gülzow-Prüzen ·
Güstrow ·
Hohen Demzin ·
Hohen Sprenz ·
Hohenfelde ·
Hoppenrade ·
Jördenstorf ·
Jürgenshagen ·
Kassow ·
Kirch Mulsow ·
Klein Belitz ·
Klein Upahl ·
Krakow am See ·
Kritzmow ·
Kröpelin ·
Kuchelmiß ·
Kuhs ·
Kühlungsborn ·
Laage ·
Lalendorf ·
Lambrechtshagen ·
Lelkendorf ·
Lohmen ·
Lühburg ·
Lüssow ·
Mistorf ·
Mönchhagen ·
Mühl Rosin ·
Neubukow ·
Nienhagen ·
Nustrow ·
Papendorf ·
Penzin ·
Plaaz ·
Poppendorf ·
Prebberede ·
Pölchow ·
Reddelich ·
Reimershagen ·
Rerik ·
Retschow ·
Roggentin ·
Rukieten ·
Rövershagen ·
Rühn ·
Sanitz ·
Sarmstorf ·
Satow ·
Schorssow ·
Schwaan ·
Schwasdorf ·
Selpin ·
Steffenshagen ·
Steinhagen ·
Stubbendorf ·
Stäbelow ·
Sukow-Levitzow ·
Tarnow ·
Tessin ·
Teterow ·
Thelkow ·
Thulendorf ·
Thürkow ·
Vorbeck ·
Walkendorf ·
Wardow ·
Warnkenhagen ·
Warnow ·
Wiendorf ·
Wittenbeck ·
Zarnewanz ·
Zehna ·
Zepelin ·
Ziesendorf